# Клуб 100
Клуб 100 е клуб, в който членуват всички футболисти, притежаващи руско гражданство, които имат над 100 гола във всички турнири. Клубът е учреден през 2003 година от вестник Спорт-Експрес.